# Понтряжка
Понтря́жка — посёлок в Гурьевском районе Кемеровской области. Входит в состав Сосновского сельского поселения.

## География
Центральная часть населённого пункта расположена на высоте 247 метров над уровнем моря.

## Население
По данным Всероссийской переписи населения 2010 года, в посёлке Понтряжка проживает 39 человек (17 мужчин, 22 женщины).